# Mediano di mischia

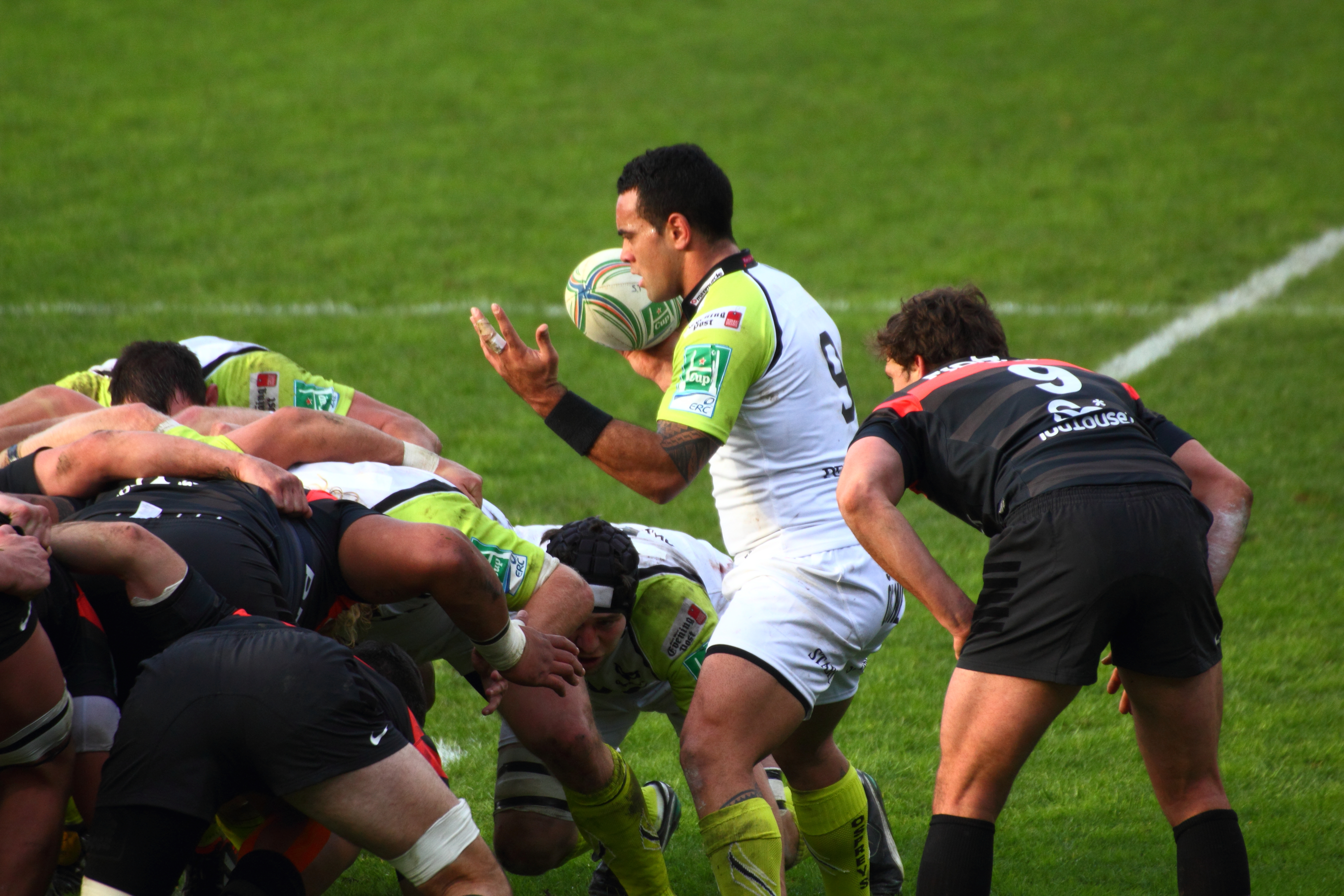
Mediano di mischia che si accinge ad inserire il pallone in mischia ordinata

Il mediano di mischia, talvolta semplicemente mediano (ingl. Scrum half/halfback, fr. Demi de melée), nel rugby a 15 rappresenta il più importante punto di contatto tra la mischia e i tre quarti e si trova costantemente inserito nel gioco. Il mediano di mischia è di solito relativamente piccolo ma ha un'ampia visione di gioco, una grande abilità nel rispondere velocemente alle situazioni di gioco e buone capacità nel gestire la palla con le mani e nei calci.
Sono di solito i primi placcatori in difesa e prendono posizione dietro ogni mischia ordinata, ogni maul o ruck per raccogliere il pallone e mantenere attiva la fase di gioco. Inseriscono il pallone all'interno della mischia ordinata e lo recuperano quando questo vi esce; gli è anche permesso di stare molto più avanti rispetto agli altri tre quarti durante l'azione di touche per poter raccogliere il pallone nel passaggio del saltatore. 
Spesso i mediani di mischia sono molto loquaci durante le partite. Anche se è tecnicamente contro le regole, molti mediani di mischia avvertono l'arbitro di falli e infrazioni commessi dalla squadra avversaria (Austin Healey è un buon esempio a proposito).
Tra i più famosi mediani di mischia a livello internazionale si annoverano: Ken Catchpole (Australia), Danie Craven (Sudafrica), Agustín Pichot (Argentina), Gareth Edwards (Galles e Lions), Nick Farr-Jones (Australia), George Gregan (Australia),  Joost van der Westhuizen, Faf de Klerk (Sudafrica) e Antoine Dupont (Francia)